# Fenolplast
Fenolplast, även fenoplast, är en grupp gulbruna material med hög hållfasthet. Den vanligaste fenolplasten är fenolformaldehyd, med varunamnet bakelit.
Det används antingen med fyllmedel som pressgods eller med armering som laminat. Värmebeständigheten är god och pressgods kan långtidsbelastas vid 110-170°C beroende på fyllmedlets art. Det vanligaste fyllmedlet är trämjöl. Laminaten armeras med papper eller bomullsväv.
Fenolplast avger en stark lukt av fenol och kan därför inte användas i samband med livsmedel. En annan nackdel med fenolplast är att den endast kan erhållas i mörka färger.